# Костенецький Василь Омелянович
Костене́цький Васи́ль Омеля́нович (1885, Веркіївка, Чернігівська губернія — 3 грудня 1937) — український політичний діяч, депутат Трудового конгресу України.
Учитель, згодом — бджоляр. Працював земським службовцем у Царському селі.
З 1906 р. — у революційному русі. Член УПСР. У 1917 році став членом Виконавчого комітету Всеросійської ради селянських депутатів. Обраний до Всеросійських Установчих зборів від Чернігівської губернії за списком УПСР та Селянської спілки.
1919 р. обраний депутатом Трудового конгресу України.
У радянський час репресований.